# Геан, Клод
Клод Геа́н (фр. Claude Guéant; род. 17 января 1945) — французский политический и государственный деятель, министр внутренних дел, заморских территорий, местного самоуправления и иммиграции (2011—2012 годы).

## Биография
В 1971 году окончил Национальную школу администрации.
В 1971 году стал генеральным секретарём префектуры департамента Финистер.
С 1974 по 1977 год работал на административной должности в Гваделупе, следующие три года являлся советником министра внутренних дел Франции Кристиана Бонне. В 1981 году в должности генерального секретаря по региональным вопросам работал в регионе Центр — Долина Луары, в 1985 году стал генеральным секретарём префектуры департамента Эро, с 1986 года — на той же должности в О-де-Сен, а с 1991 — в Верхних Альпах.
В 1993 году назначен заместителем директора аппарата министра внутренних дел Шарля Паскуа.
В 1994 году — генеральный директор национальный полиции.
В 2000 году назначен префектом региона Бретань.
В 2002 году становится директором администрации Николя Саркози в министерствах внутренних дел и экономики.
16 мая 2007 года назначен генеральным секретарём администрации президента Николя Саркози (прежде он возглавлял его успешную президентскую кампанию).
27 февраля 2011 года получил портфель министра внутренних дел, местного самоуправления и иммиграции в третьем правительстве Франсуа Фийона.
В 2012 году пошёл на парламентские выборы в 9-м округе департамента О-де-Сен как кандидат Союза за народное движение и проиграл во втором туре с результатом 38,41 % беспартийному правому Тьери Солеру, которого поддержали 39,35 % избирателей (22,24 % получила тогда социалистка Мартин Эвен).

### Юридическое преследование
В 2013 году при расследовании предполагаемого незаконного финансирования президентской кампании Саркози режимом Каддафи Геан был вынужден объяснять появление на своих счетах в 2008 году 500 тыс. евро. Согласно его показаниям, деньги были выручены от продажи двух полотен одного из «малых фламандцев» — Андриеса Ван Эверта.
3 июня 2015 года попал под следствие в контексте дела об опросах общественного мнения Елисейским дворцом, предметом которого являлись финансовые нарушения при организации опросов администрацией президента Саркози.
В ноябре 2015 года осуждён на два года заключения условно, к пятилетнему запрету на занятие государственных должностей и 75 тыс. евро штрафа по делу о незаконных премиальных, которые ежемесячно получали сотрудники аппарата министра внутренних дел Николя Саркози. 23 января 2017 года апелляционный суд приговорил Геана к заключению на два года (из них год — условно) и подтвердил приговор суда первой инстанции в остальной его части.
15 ноября 2016 года на информационном сайте Mediapart был выложен документальный фильм-расследование, в котором ливийский предприниматель Зиад Такеддин подтвердил, что в период конца 2006 — начала 2007 годов трижды лично передавал по чемодану денег общей суммой 5 млн евро через Клода Геана как посредника на финансирование президентской кампании Николя Саркози. Ещё в сентябре 2012 года бывший начальник ливийской разведки времён Каддафи Абдалла Сенусси дал аналогичные показания следователю Международного уголовного суда.
В мае 2018 года Геан был допрошен в Центральном управлении по борьбе с коррупцией и с финансовыми и налоговыми нарушениями по делу «Казахгейт», в котором он проходит в качестве подозреваемого и об обстоятельствах которого уже давал показания парламентской комиссии в 2017 году.
16 января 2019 года кассационный суд вынес окончательное решение по делу о выплате премиальных наличными в Министерстве внутренних дел Франции: Геан признан виновным и осуждён на два года тюремного заключения, из них один год — условно.
1 ноября 2021 года прокуратура Нантера объявила, что Клода Геана будут судить за «незаконное финансирование» его парламентской избирательной кампании 2012 года из-за распространения листовки в его пользу мэром Булонь-Бийанкура Пьером-Кристофом Баге.
13 декабря 2021 года помещён для отбывания наказания в парижскую тюрьму Санте.

## Награды
Французские
- Кавалер ордена Почётного легиона
- Командор ордена «За заслуги» (2000; офицер — 17 июля 1995, кавалер — 15 ноября 1986)[14][15].

Постановлением канцлера Ордена Почётного легиона от 17 мая 2019 года Геан исключён из Ордена Почётного легиона и Ордена заслуг ввиду вступления в законную силу обвинительного судебного приговора.
Иностранные
- Кавалер ордена князя Ярослава Мудрого II степени (6 октября 2010 г., Украина)[17].
- Орден «Мадарский всадник» I степени (18 сентября 2007 г., Болгария)[18]